# 末広 (徳島市)
末広（すえひろ）は、徳島県徳島市の町名。沖洲地区に属している。末広一丁目から末広五丁目まで存在する。末広一丁目2番の一部地域は渭東地区に属している。郵便番号は〒770-0866。
- 人口：4,648人（2025年1月。徳島市の調査より）
- 世帯数：2,442世帯（同上）

## 地理
徳島市及び市街地の東部に位置し、吉野川下流デルタ地帯の一角をなす。東は沖洲川、南は新町川に面している。西部の一丁目は大和町・新南福島に接し、これらの町と同じく木工業が盛んである。二丁目は市道を挟んで一丁目の東に位置している。中央を南北に通る徳島県道29号徳島環状線で東西に分かれる。
- 河川：新町川、沖洲川

## 歴史
元は末広町と南福島町三丁目の各一部で、昭和41年に現在の町名となった。末広は、天保年間の開発と伝えられるが未詳である。かつては葦原が一面に広がっていた水田で、近年になって京阪神への交通の要地および住宅地として大きく発展している。

## 施設
教育・文化施設
- 徳島みなと公園
- 末広公園
- 公文式末広教室

医療施設
- 末広ひなたクリニック
- 梅原整形外科
- 近藤歯科
- 末広歯科

企業
- ハルシステムコンピューター
- 徳島石油

神社仏閣
- 末廣神社

公営住宅・分譲マンション
- 徳島市営末広住宅(末広4丁目)
- 徳島県営末広西団地(末広4丁目)
- 徳島県営末広南団地(末広4丁目)
- アルファステイツ末広(2000年7月竣工、72戸)
- アルファステイツ末広２(2004年2月竣工、46戸)
- クレアホームズ徳島末広 ザ・リバーレジデンス(2022年2月竣工、82戸)

### 商業施設
- ミニストップ徳島末広店
- 西松屋徳島末広店
- リカオー末広店
- レディ薬局末広店

## 交通

### 道路
都道府県道
- 徳島県道29号徳島環状線
- 徳島県道38号沖ノ洲徳島本町線

### バス
徳島市営バス
- 末広住宅前
- 末広五丁目
- 末広四丁目